# Ramicourt British Cemetery
Ramicourt British Cemetery is een Britse militaire begraafplaats met gesneuvelden uit de Eerste Wereldoorlog, gelegen in het Franse dorp Ramicourt (departement Aisne). De begraafplaats werd ontworpen door William Cowlishaw en ligt aan de Rue des Buttes op 430 m ten zuiden van het dorpscentrum (gemeentehuis). Ze heeft een rechthoekig grondplan met een oppervlakte van bijna 500 m² en wordt aan drie zijden begrensd door een bakstenen muur. Omdat de begraafplaats hoger ligt dan het straatniveau en ook op een lichte helling leidt een open toegang en een tweedelige trap met twaalf treden naar het terrein met de graven. Het Cross of Sacrifice staat centraal nabij de westelijke muur. 
Er worden 108 doden herdacht waaronder 10 niet geïdentificeerde. De graven liggen in drie rijen.
De begraafplaats wordt onderhouden door de Commonwealth War Graves Commission.

## Geschiedenis
Ramicourt lag ten oosten van de versterkte Duitse frontlinie bekend als de Beaurevoir-Fonsomme-linie. Het dorp werd op 3 oktober 1918 door de 1/5th, 1/6th en de 1/8th Sherwood Foresters veroverd en de begraafplaats werd toen door de 18th Field Ambulance en de 18th Corps Burial Officer aangelegd, dicht bij een kleine Duitse begraafplaats die later werd verwijderd.
Onder de geïdentificeerde slachtoffers zijn er 90 Britten en 18 Australiërs. Zij vielen allen tussen 30 september en 11 oktober 1918.

## Onderscheiden militairen
- John Foster Gear, luitenant bij de Australian Infantry, A.I.F. werd onderscheiden met het Military Cross (MC).
- George Arthur Griffith, sergeant bij de Australian Infantry, A.I.F. werd onderscheiden met de Distinguished Conduct Medal (DCM).
- George Hay Cumming en Rees William Thomas, beide compagnie sergeant-majoors bij de Australian Infantry, A.I.F. en J. Morrell, korporaal bij de Sherwood Foresters (Notts and Derby Regiment) werden onderscheiden met de Military Medal (MM).